# Orthographe pratique des langues ivoiriennes
L’orthographe pratique des langues ivoiriennes est un ensemble de règles pour la transcription des langues de Côte d’Ivoire, rédigé par l’Institut de linguistique appliquée d’Abidjan en 1979 et réédité en 1996. La version de 1996 apporte quelques changements mineurs dont certains symboles supplémentaires comme graphie possible et plus de détails sur la ponctuation.

## Consonnes
| b                   | bh/ɓ | c    | d   | dh/ɗ | dzh  | f   | fh  | g   | gb   | gh/ɣ     | h   | hy  | j   | k    | kp   | l   | m   | n   |
| Valeurs phonétiques |      |      |     |      |      |     |     |     |      |          |     |     |     |      |      |     |     |     |
| /b/                 | /ɓ/  | /c/  | /d/ | /ɗ/  | /dʒ/ | /f/ | /ɸ/ | /ɡ/ | /ɡb/ | /ɣ/, /ɠ/ | /h/ | /ɕ/ | /ɟ/ | /k/  | /kp/ | /l/ | /m/ | /n/ |
| Graphèmes           |      |      |     |      |      |     |     |     |      |          |     |     |     |      |      |     |     |     |
| ny/ɲ                | ŋ/ŋn | ŋm   | p   | ʔ/q  | r    | s   | sh  | t   | ts   | tsh      | v   | vh  | w   | ẅ/wy | x    | y   | z   | zh  |
| Valeurs phonétiques |      |      |     |      |      |     |     |     |      |          |     |     |     |      |      |     |     |     |
| /ɲ/                 | /ŋ/  | /ŋm/ | /p/ | /ʔ/  | /r/  | /s/ | /ʃ/ | /t/ | /ts/ | /tʃ/     | /v/ | /β/ | /w/ | /ɥ/  | /x/  | /j/ | /z/ | /ʒ/ |

Les symboles ɓ, ɗ, ɣ, ɲ et le digramme wy ont été ajoutés dans l’édition de 1996.

## Voyelles
| Graphèmes           | Graphèmes | Graphèmes | Graphèmes | Graphèmes | Graphèmes | Graphèmes | Graphèmes | Graphèmes | Graphèmes | Graphèmes | Graphèmes     | Graphèmes | Graphèmes | Graphèmes | Graphèmes | Graphèmes | Graphèmes | Graphèmes |
| ------------------- | --------- | --------- | --------- | --------- | --------- | --------- | --------- | --------- | --------- | --------- | ------------- | --------- | --------- | --------- | --------- | --------- | --------- | --------- |
| a                   | ä         | aɔ        | e         | ë         | ɛ         | ɛa        | i         | ï         | ɩ         | o         | ö             | ɔ         | u         | ü         | ʋ         |           |           |           |
| Valeurs phonétiques |           |           |           |           |           |           |           |           |           |           |               |           |           |           |           |           |           |           |
| /a/                 | /ʌ/       | /ɑ/       | /e/       | /ə/       | /ɛ/       | /æ/       | /i/       | /ɨ/       | /ɪ/       | /o/       | /ɤ/, /ø/, /ʊ/ | /ɔ/       | /u/       | /y/, /ɯ/  | /ʊ/       |           |           |           |

La nasalisation d’une voyelle est indiquée en la suivant d’une lettre ‹ n ›. Dans les cas ambigus, le point est utilisé pour clarification, par exemple : /kaĩ/ est écrit ‹ ka.in › et /kãi/ est écrit ‹ kan.i ›.
Les voyelles longues sont indiquées par le doublement de la voyelle, par exemple : /kaːn/ est écrit ‹ kaan ›.

## Tons
Les tons sont notés de deux façons différentes selon la langue et ses conventions : à l’aide d’accents, ou avec des signes de ponctuation.

### Accents
Les langues dont les orthographes utilisent les accents pour indiquer les tons les utilisent de la façon suivante :
- le ton haut est indiqué avec l’accent aigu : ó
- le ton moyen n’est pas indiqué : o
- le ton bas est indiqué avec l’accent grave : ò
- le ton montant est indiqué avec l’accent circonflexe : ô
- le ton descendant est indiqué avec l’accent antiflexe : ǒ
- les tons sont indiqués sur la première syllabe dans les mots polysyllabiques, et sur la seconde ou troisième syllabe uniquement si leurs tons sont différents, par exemple /kɔ̀rɔ̀/, « porte » en sénoufo, est écrit ‹ kɔ̀rɔ ›, et /kàmúrú/, « masque poro » en sénoufo, est écrit ‹ kàmúru ›.

### Ponctuation
Les langues dont les orthographes utilisent la ponctuation pour indiquer les tons l’utilisent avec les règles suivantes :
- le ton haut est indiqué avec l’apostrophe : ʼmö
- le ton bas est indiqué avec le signe moins : ˗su
- le ton très haut est indiqué avec la double apostrophe : ˮdu
- le ton moyen n’est pas indiqué : su
- les tons montant ou descendant sont indiqués avec un signe de ponctuation en début de syllabe et un autre en fin de syllabe : 
  - ton montant bas-haut : ˗woʼ
  - ton montant moyen-haut : toʼ
  - ton montant moyen-très haut : sonˮ
  - ton descendant moyen-bas : sɛ˗